# Rosmaninhal
Rosmaninhal é uma povoação portuguesa sede da Freguesia de Rosmaninhal do Município de Idanha-a-Nova, freguesia com 266,59 km² de área e 437 habitantes (censo de 2021), tendo, por isso, uma densidade populacional de 1,6 hab./km².
Da Freguesia de Rosmaninhal, para além da vila de Rosmaninhal, sua sede, fazem parte ainda as aldeias de Cegonhas, Couto dos Correias, Zebreira e Soalheiras.

## História
Rosmaninhal foi vila e sede de concelho entre 1510 e 1836, quando foi suprimido e anexado ao concelho de Salvaterra do Extremo até à extinção deste em 1855, data em que passou para o concelho (atual município) de Idanha-a-Nova. O município era constituído por uma freguesia e tinha, no ano de 1801, 907 habitantes.

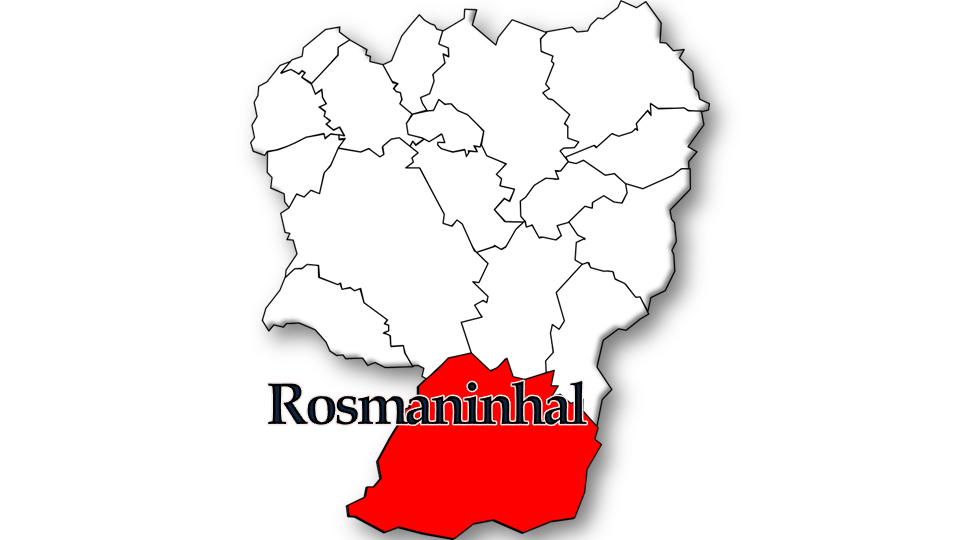
Localização no Município de Idanha-a-Nova

Foi comenda da Ordem de Cristo.

## Demografia
A população registada nos censos foi:
| Distribuição da População por Grupos Etários | Distribuição da População por Grupos Etários | Distribuição da População por Grupos Etários | Distribuição da População por Grupos Etários | Distribuição da População por Grupos Etários |
| -------------------------------------------- | -------------------------------------------- | -------------------------------------------- | -------------------------------------------- | -------------------------------------------- |
| Ano                                          | 0-14 Anos                                    | 15-24 Anos                                   | 25-64 Anos                                   | > 65 Anos                                    |
| 2001                                         | 40                                           | 46                                           | 256                                          | 391                                          |
| 2011                                         | 32                                           | 22                                           | 168                                          | 315                                          |
| 2021                                         | 31                                           | 21                                           | 137                                          | 248                                          |

## Património
- Pelourinho de Rosmaninhal[9]
- Castelo de Rosmaninhal
- Capela do Espírito Santo
- Dólmen de Clérigos
- Cemitério de Rosmaninhal
- Centro histórico
- Alares - A aldeia fantasma

## Tradições
O Rosmaninhal possui uma longa tradição da transumância dos rebanhos da Serra da Estrela e das varas de porcos vindos do Alentejo, além disso, conta ainda com o tradicional festival do borrego, que já conta com sua 10ª edição de muito sucesso e divulgação.

## Aldeia de Soalheiras
Faz parte da freguesia a aldeia de Soalheiras. O seu nome é bastante apropriado à localização. Inserida num vale, só se vislumbra quando entramos mesmo na aldeia, pois está muito escondida para quem entra pela estrada.
Grande parte das habitações ainda têm o xisto como elemento principal da sua construção.
Apesar de, actualmente, essa matéria-prima estar largamente em desuso.
Grande parte da população que constituiu esta aldeia é proveniente da extinta povoação de Alares.[carece de fontes?]

## Coletividades
- Associação de Melhoramentos das Soalheiras
- Quercus– Tejo Internacional
- Associação Recreativa de Caça “A Raiz”
- Secção Cultural – Adufeiras das Soalheiras
- Clube de Caçadores “Vale Porros”
- Associação de Melhoramento das Cegonhas
- Secção Cultural - Adufeiras de Cegonhas

## Aldeia de Cegonhas
Faz parte da Freguesia a aldeia de Cegonhas Novas. Esta aldeia terá sido criada em 1925 em consequência da “guerra dos montes”. Este conflito de disputa de terras, envolveu os habitantes do Rosmaninhal e de três pequenos aglomerados populacionais, Alares, Cobeira e Cegonhas (Velhas).
Após 2 anos de luta (primeira invasão das terras por habitantes do Rosmaninhal ocorreu em 7 outubro de 1923), os povos dessas aldeias abandonaram as suas casas e constituíram 3 novas aldeias uma delas as Cegonhas (novas), sendo as outras duas a aldeia de Soalheiras e de “Couto dos Correias”.
As aldeias originais terão sido criadas por habitantes de Monforte e Malpica do Tejo que, a partir de 1780, começaram a explorar terras abandonadas, de forma a assegurarem a sua subsistência. Esse movimento consolidou-se por volta de 1807 como consequência da depredação das colheitas e bens, levados a cabo pelas tropas envolvidas nas invasões francesas.  Com a criação desses povoados os povos começaram a pagar foros ao estado, o que lhes atribuiu o direito de exploração da terra. Toda esta situação se complica quando, em 1865, um aristocrata local (Visconde Morão) se apresenta como proprietário e exige o pagamento de rendas. Anos mais tarde os seus descendentes vendem as terras a 603 habitantes do Rosmaninhal que, por meios violentos, pretendem a expulsão dos habitantes dos 3 povoadas.

## Personalidades históricas
- Joel Pina, músico

## Gastronomia
A gastronomia local baseia-se na carne de borrego e no queijo.

## Atual desenvolvimento
O Rosmaninhal apesar de ter perdido muitos habitantes nos últimos anos parece fazer agora em 2023 um caminho inverso e progressivo, isto porque, em razão da extrema beleza que agrega a freguesia, vários imigrantes e portugueses tem redescoberto esta região com sendo um excelente local para residir e instalar locais de trabalho. A previsão é que o Rosmaminhal volte a ganhar a partir de 2024 mais de 100 (cem) novos habitantes.

## Atividades jurídica
O Rosmaninhal, após vários anos, voltou a receber novos moradores, sendo que, entre eles. estabeleceu-se na freguesia, o notável Dr. Anderson Gama, além de ser brasileiro de nascimento e português por paixão, ele é um exímio profissional com quase 10 (dez) anos de profissão no Brasil e escolheu o Rosmaninhal para estabelecer sua morada e local de atividade advocatícia. Com a chegada do Dr. Anderson Gama, o Rosmaninhal volta a ter representantes da advocacia para poder defender os direitos do povo.